# Альтшадтская гимназия
Альтшадтская гимназия (нем. Altstädtisches Gymnasium) — средняя школа в поселении Альтштадт немецкого города Кёнигсберг, нынешний Калининград.

## История
Гимназия была основана в период между 1333 и 1335 годами Альтштадтской Церковью. Учащиеся в Северном Альтштадте должны были посещать школу в Альтштадте, в то время как учащиеся в Южном Альтштадте должны были посещать школу в Кнайпхофе.
К 1487 году школа переехала на улицу Данцигера Келлера около Кёнигсбергского замка. Однако из-за того, что одна из башен замка закрывала солнечный свет, в результате чего большая часть гимназии попадала под тень, 14 августа 1595 года гимназия осуществила переезд. С 1737 по 1773 год на его месте располагалась Кёнигсбергская публичная библиотека. Гимназия была реорганизована, отделившись от Церкви Альтштадта в 1811 году, а затем стала известна как Гимназия Стэдтиша и Городская Гимназия.
Школа была переименована в 1831 году, с того момента став известной как Альтшадтская гимназия.